# 30778 Доблін
30778 Доблін  (30778 Döblin) — астероїд головного поясу, відкритий 29 вересня 1987 року.
Тіссеранів параметр щодо Юпітера — 3,340.